# ألفرد ستيرلينغ
ألفرد ستيرلينغ (بالإنجليزية: Alfred Stirling)‏ هو دبلوماسي أسترالي، ولد في 8 سبتمبر 1902 في ملبورن في أستراليا، وتوفي بنفس المكان في 3 يوليو 1981.